# Dios y el Estado
Dios y el Estado es la obra más conocida del pensador anarquista ruso Mijaíl Bakunin.

## Composición
Dios y el Estado fue escrito entre febrero y marzo de 1871. Originalmente fue pensado como la segunda parte de un trabajo más amplio llamado El imperio Knouto-Germánico y la Revolución Social (de кнут o knut, látigo en ruso). La primera parte, por su lado, trataba sobre los antecedentes de la guerra Franco-prusiana y una historia general de la resistencia europea al imperialismo. Dios y el Estado, así como gran parte del trabajo de Bakunin, quedó sin terminar ni ordenar. Esto no es algo extraño, particularmente debido a que ninguno de los trabajos escritos de Bakunin está, de hecho, completo. Cuando Bakunin fue criticado por ello respondió: "Mi vida es un fragmento". Dios y el Estado es de hecho un fragmento: el libro posee algunos párrafos, incluyendo el que constituye el final del libro, que terminan abruptamente en mitad de una frase, asimismo, es también posible encontrar notas al pie de página de hasta cinco párrafos de longitud.

## Descubrimiento e historia de publicación
La obra Dios y el Estado fue descubierta por Carlo Cafiero y Elisée Reclus, dos conocidos anarquistas de la época y amigos cercanos de Bakunin en sus últimos años de vida. Ambos buscaron incansablemente los fragmentos que faltaban del libro sin éxito. Finalmente, tradujeron el libro al francés y lo distribuyeron como panfleto en Ginebra en 1882. Cafiero y Reclus titularon el libro como "Dieu et l'état" (Dios y el Estado) a pesar de que Bakunin lo había titulado originalmente "Los sofismos históricos de la escuela doctrinaria del comunismo". El nombre original no fue descubierto en el diario de Bakunin hasta después de la muerte de Cafiero y Reclus.
En 1883, el anarquista estadounidense Benjamin Tucker tradujo el libro al inglés y lo distribuyó como panfleto en Boston. Durante este proceso, tuvo bastantes dificultades, debido a que cuando Cafiero y Reclus tradujeron el manuscrito original directamente al francés, tuvieron que cambiar algunas palabras para darle en este idioma una más alta calidad literaria y, frecuentemente, interpretaron mal la letra de Bakunin. Una traducción más fiel en francés no salió hasta 1908, y una nueva edición en inglés no fue publicada hasta 1910 en Londres. En 1916, la anarquista lituana Emma Goldman publicó una reimpresión de la edición londinense de 1910 para el diario radical Mother Earth, que ha sido, desde la primera publicación de Dios y el Estado, el trabajo más conocido de Bakunin. Ha sido traducido a diversos idiomas, entre ellos el inglés, alemán, italiano, español, ruso, polaco, checo, rumano, holandés y yiddish.

## Resumen
En el texto Bakunin argumenta como el desarrollo evolutivo del género humano va precedido en primer término de su evolución como animal y después por una evolución social. En el proceso de desarrollo social, donde el objetivo es alcanzar el mayor grado de humanidad, mediante la negación de su “animalidad”, las personas crearon la religión y en general el sentido religioso. Esta creación dificulta el pleno desarrollo social y en última instancia hace a las personas someterse a la obediencia a todo estamento religioso y político, que dice ser el representante de la divinidad, tanto religiosa en la Iglesia y política en el Estado.    
La creación de estamentos políticos, donde son creadas diferencias de vida respecto al resto de personas, establece que los individuos beneficiarios de estas diferencias busquen perpetuar su posición privilegiada y su poder. Así esto sucederá hasta en los Estados con los dirigentes más democráticos, porque esta diferenciación causada por la acumulación de poder los transformará personalmente. Igualmente ocurrirá en un estado dirigido por los mejores científicos del momento y siguiendo el mejor plan para legislar la sociedad. Ya que acabarán por encontrar su cometido en la perpetuación de su poder, y olvidarán el resto de objetivos. Así pues, aunque hay que confiar en el desarrollo científico, los científicos trabajan bajo premisas, ideas inmateriales con las que buscan representar la realidad. Pero al fin y al cabo estas premisas e ideas no son la realidad misma, por lo que ellos no son creadores de realidad, sino meros observadores. Y por eso están enraizados en el trabajo de comprensión de la realidad, pero no son capaces de distinguir o entender la creatividad e individualidad que existe en el mundo, ya que escapa de sus esquemas representativos. Y aunque obtuvieran el control del estado y se encargaran de organizarlo racionalmente, al ver a las personas como meros objetos, como números, caerían en una administración cruel y despótica. Según Bakunin esto es aplicable en general sobre todo el ámbito del positivismo científico, desde Auguste Comte hasta la “escuela doctrinaria del comunismo alemán”. 
Bakunin prosigue exponiendo que en cualquier ámbito de la existencia se debe buscar consejo de especialistas en la materia, pero esto se busca de una manera libre y escuchando todas las opiniones. Así mientras los demás especialistas aconsejan y uno mismo decide su mejor opción,  los legisladores del estado (como supuestos especialistas) no aconsejan, sino que imponen su voluntad por la fuerza. Y ya que la grandeza de la vida se resume en la cuantía de saberes al alcance de todos, pero al mismo tiempo no puede existir una persona que abarque todos los conocimientos, tiene que haber una especialización. Con esto las personas deben de compartir sus conocimientos, dar y recibir sobre sus conocimientos concretos, pero de una forma libre, sin coacción. 
Así los nuevos idealistas del estado burgués han eliminado al dios de la religión cristiana, pero han sometido por igual a las personas a la obediencia. Han cambiado a ese dios personal por el dios impersonal, por las ideas mismas, y esto se manifiesta cuando encumbran sus leyes a doctrinas unitarias. Las cuales no se pueden discutir, ni tratar de cambiar, sino mediante solamente los otros requerimientos legales que ellos mismos han creado como legisladores. 
Bakunin expresa finalmente que las sociedades que se basan en el materialismo como base, al progresar desarrollan una lucha por ideales y valores de libertad. Mientras que las sociedades que parten del idealismo como base, al progresar desarrollan un materialismo brutal que se enmarca en la opresión y sometimiento de los demás. Así el progreso es la negación de la base, que partiendo de lo material busca unas ideas que se adapten a lo conocido, o por el contrario partiendo del idealismo busca adaptar el mundo a sus ideas preestablecidas por la fuerza. 
El estado como mecanismo de control de una clase dominante necesita siempre de la religión para adormecer a las masas. Una vez la burguesía alcanzó su dominio como clase y el control sobre el estado, si bien con un dominio más laxo, volvió a entregar a la iglesia (que era parte del dominio feudal) la educación de las masas. La religión protestante por otro lado ha sido siempre más afín a los intereses burgueses, al nacer como contraria al poder de la Iglesia de Roma y ser más proclive a facilitar el cálculo racional.